# Шанпері
Шанпері́ (Шампері; фр. Champéry фр. вимова: [ʃɑ̃peʁi], арп. Champérié) — громада в Швейцарії в кантоні Вале, округ Монте.

## Історія

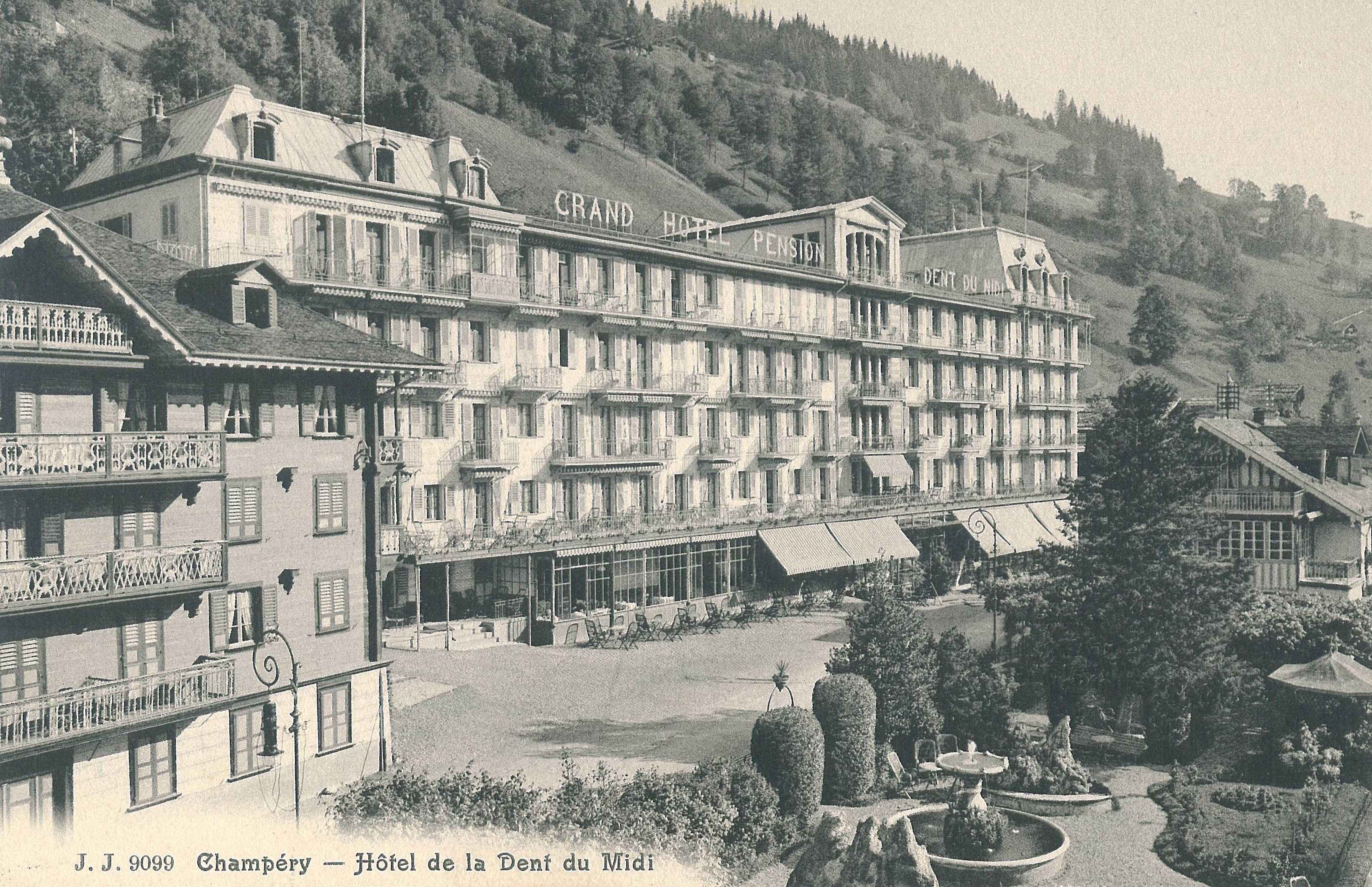
Готель Дан-дю-Міді

Шанпері вперше згадується в 1286 році як Champery.
Готель Dent-du-Midi був відкритий у 1857 році. У 1969 році Шанпері став одним із засновників гірськолижного курорту Пор-дю-Солей.

## Географія
Громада розташована на відстані близько 100 км на південний захід від Берна, 39 км на захід від Сьйона. Шанпері має площу 38,9 км², з яких на 4 % дозволяється будівництво (житлове та будівництво доріг), 31 % використовуються в сільськогосподарських цілях, 35,8 % зайнято лісами, 29,2 % не є продуктивними (річки, льодовики або гори).
Шампері розташовано в районі Монте, у долині Валь-д'Ільє, на кордоні з Францією. Воно являє собою лінійне поселення, яке було частиною громади Валь-д'Ільє до 1839 року, доки не стало незалежним.

## Демографія
2019 року в громаді мешкало 1338 осіб (+4,9 % порівняно з 2010 роком), іноземців було 23,5 %. Густота населення становила 34 осіб/км².
За віковим діапазоном населення розподілялося таким чином: 15,7 % — особи молодші 20 років, 53,8 % — особи у віці 20—64 років, 30,5 % — особи у віці 65 років та старші. Було 679 помешкань (у середньому 1,9 особи в помешканні).
Із загальної кількості 727 працюючих 35 було зайнятих в первинному секторі, 51 — в обробній промисловості, 641 — в галузі послуг.

## Політика
На федеральних виборах 2007 року найпопулярнішою партією була CVP, яка отримала 35,76 % голосів. Наступною трьома найпопулярнішими партіями були FDP (25,7 %), SVP (20,71 %) і SP (9,8 %). На федеральних виборах було подано 464 голоси, а явка склала 54,0 %.
У 2009 році на виборах до Conseil d'État/Staatsrat було подано 393 голоси, з яких 26, або близько 6,6 %, були недійсними. Участь виборців склала 49,9 %, що відповідає середньому показнику по кантону (54,67 %). У 2007 році на виборах до Ради штатів Швейцарії було подано 446 голосів, з яких 23, або близько 5,2 %, були недійсними. Участь у виборах склала 55,7 %, що відповідає середньому показнику по кантону (59,88 %).

## Транспорт

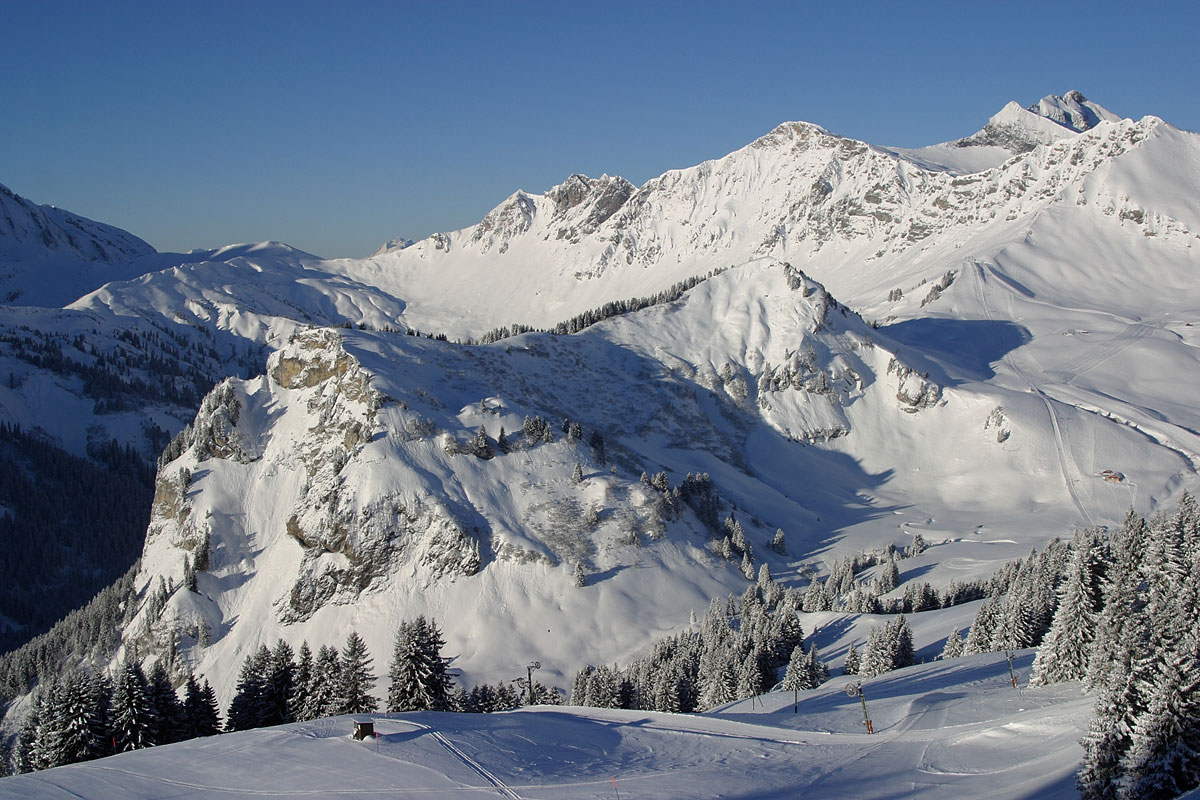
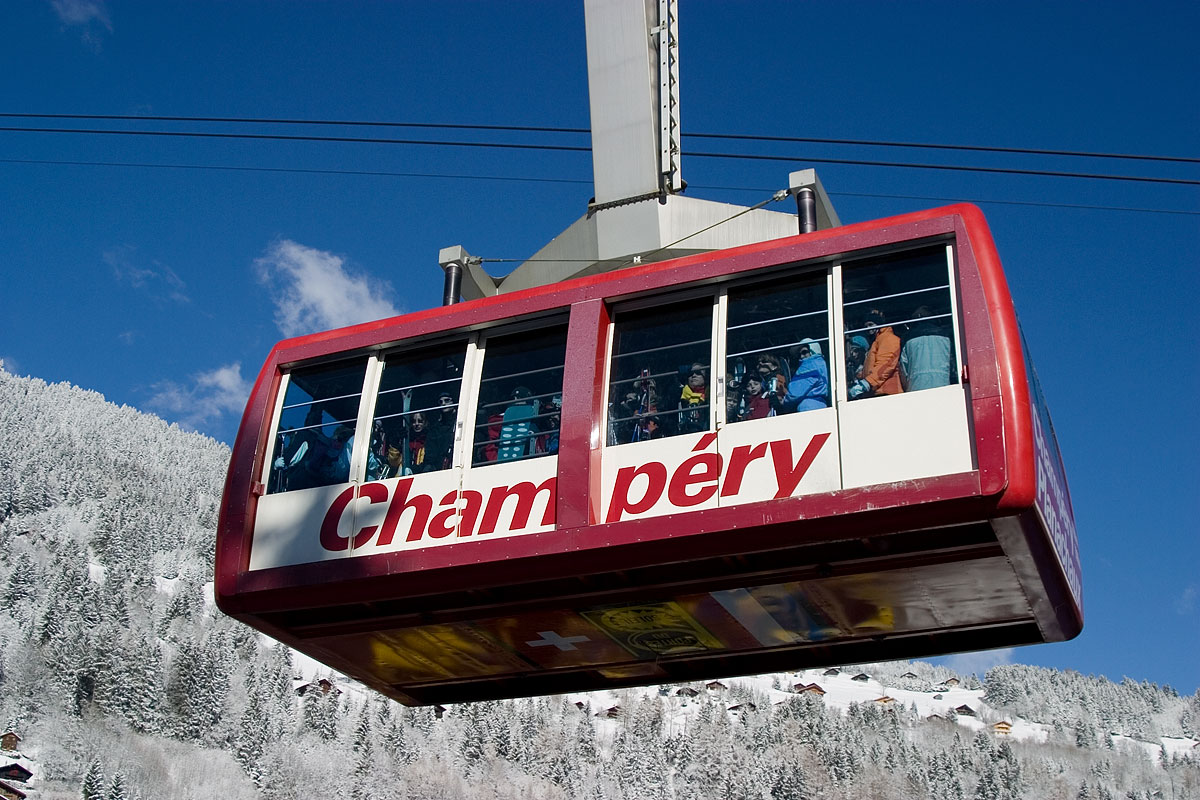
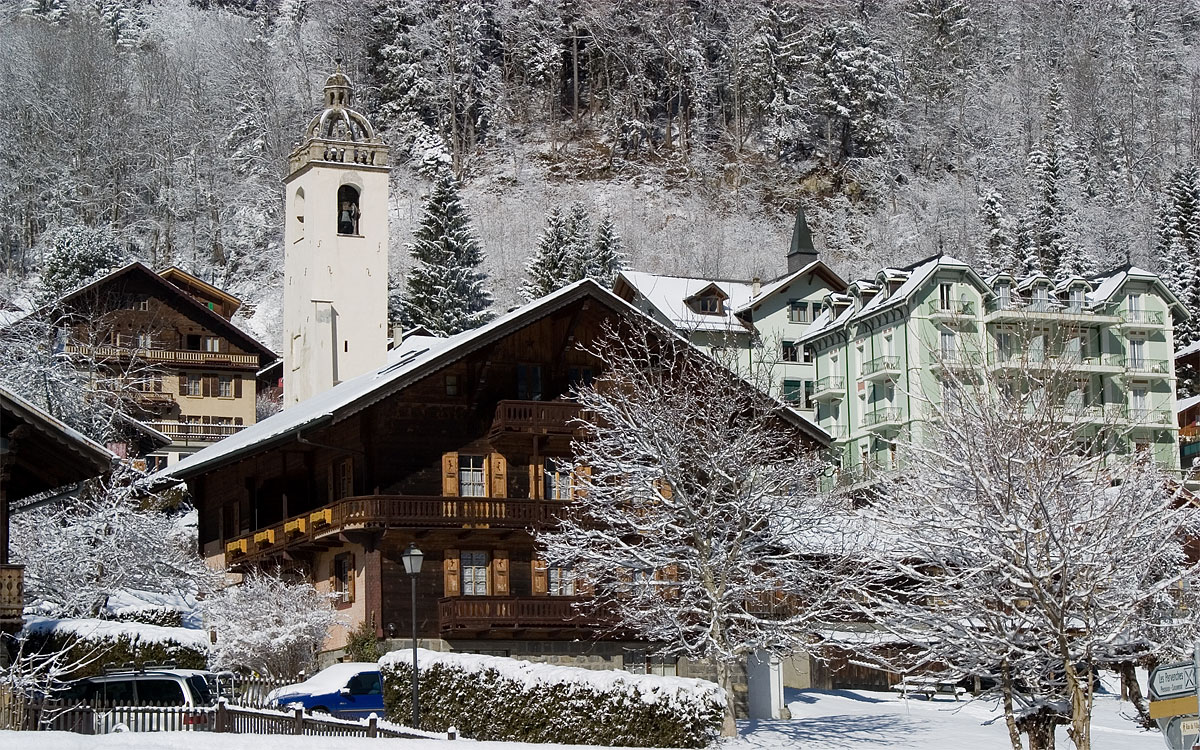

Шанпері знаходиться на залізничній лінії Chemin de fer Aigle-Ollon-Monthey-Champéry (AOMC): Егль — Оллон — Монте — Шанпері. Егль — станція Швейцарських федеральних залізниць, звідки можна потягом дістатися до Женеви, Берна та Базеля.